# Noormarkku
Noormarkku (en sueco: Norrmark) es un municipio de Finlandia.
Está ubicado en la zona oeste de Finlandia, y es parte de la región de Satakunta. La municipalidad registra una población de 6158 habitantes (31 de diciembre de 2009), y un área de 332.06 km² (kilómetros cuadrados), de los cuales, 15.2 km² están cubiertos de agua. La densidad de población es de 18.54 PD/km².
Noormarkku es el lugar de nacimiento de la corporación Ahlström, la cual ha invertido en todo el desarrollo de Noormarkku, la creación de una de las primeras escuelas de lengua finesa de Finlandia y la construcción de una red de carreteras.
Fue anexado a la ciudad vecina de Pori el 1 de enero de 2010. Una de las construcciones más famosas es la Villa Mairea, de los arquitectos Aino Aalto y Alvar Aalto, diseñada como un hogar de vacaciones privado para Maire y Harry Gullichsen.